# ダニロヴグラード
ダニロヴグラード（モンテネグロ語・セルビア語: Danilovgrad/Даниловград）はモンテネグロ中部の町および基礎自治体である。2003年現在の人口は市街で5,208人、基礎自治体全体では16,253人である。ダニロヴグラードは、モンテネグロの2大都市であるポドゴリツァとニクシッチを結ぶ幹線道路沿いにあり、ゼタ川の肥沃な谷間に位置する。地元の名家にちなみ、ビイェロパヴリッチ（Bjelopavlići）平原と呼ばれることもある。

## 歴史
ダニロヴグラードには9世紀から10世紀ごろのペタール・ゴイニコビッチ期 (en) の要塞が残されている。9世紀、ヴラスティミロヴィッチ朝 (en) のムティミル公 (en) により宮殿が建てられた。要塞はまた、12世紀のネマニッチ朝期の重要な中心地で、セルビア正教会の創設者である聖サワとして知られるラストコの生誕地として信じられている。ダニロヴグラードはモンテネグロの首都にすることを目的として設立された。
1870年にモンテネグロ王国国王ニコラ1世によって計画都市として建設された。しかしながら、その後はニクシッチやポドゴリツァをそれぞれベルリン会議によりボスニアやアルバニアから取得したことにより、その意義が低下した。ダニロヴグラードの名称は、ニコラ1世の前任者である伯父のモンテネグロ公ダニーロ1世 (en) にちなむ。

## 人口・民族構成
- ダニロヴグラード市街の人口
  - 1981年3月3日 - 3,664人
  - 1991年3月3日 - 4,409人
  - 2003年11月1日 - 5,208人

- 民族構成（1991年）
  - モンテネグロ人 - 89.88%
  - セルビア人 - 5.90%

- 民族構成（2003年）
  - モンテネグロ人 - 67.84%
  - セルビア人 - 25.51%

## みどころ
ダニロヴグラード自治体内にはオストログ修道院 (en) があり、正教の著名な巡礼場所として遠方からの信者も訪問する。修道院はビイェロパヴリッチ平原を見渡す切り立った崖の上にあり、ダニロヴグラードからニクシッチ方面へ15キロメートル行った場所にある。他の名所としては、ジュドレバオニク修道院とゼタ要塞（Glava Zete）などがある。

## 交通
ダニロヴグラードはポドゴリツァとニクシッチのほぼ中間に位置しており、幹線道路によって結ばれている。ポドゴリツァ空港からは30キロメートル離れた場所にある。